# Josiah Boydell
Pour les articles homonymes, voir Boydell.
Josiah Boydell (Hawarden (pays de Galles), 1752 - Shepperton (Angleterre), 1817) est un éditeur, peintre et graveur britannique. Co-éditeur avec son oncle John Boydell, ils créent la Boydell Shakespeare Gallery, un projet d'école britannique.

## Biographie
Boydell naît à Hawarden (pays de Galles), le quatrième enfant d'un fermier, Samuel Boydell (1727–1783), et de son épouse Ann, née Turner (1725–1764)
En 1766, à l'âge de 14 ans, il s'installe à Londres pour commencer son apprentissage de sept ans auprès du frère de Samuel, John Boydell. En tant qu'apprenti, il apprend la peinture de Benjamin West et la gravure à la manière noire de Richard Earlom.
Après avoir terminé son apprentissage, il a continué à travailler en étroite collaboration avec son oncle, réalisant lui-même certaines gravures et dessinant des scènes pour d'autres. Il expose à la Royal Academy entre 1772 et 1779. 
L'une de ses premières tâches importantes est de dessiner la collection de tableaux de Sir Robert Walpole à Houghton Hall avant leur envoi à l'impératrice de Russie Catherine II. Boydell travaille sur ce projet avec Joseph et George Farington.
À Norfolk, il rencontré et épouse en 1774 Jane North, la fille de Sir Roger North, avec qui il a plusieurs enfants. L'un de ses fils, John North Boydell, a ensuite été impliqué dans la maison d'édition familiale.
En 1786, John Boydell entreprend la création de la Boydell Shakespeare Gallery, un projet d'école pour artistes anglais autour de la réalisation d'un ouvrage illustré des œuvres de William Shakespeare, dans lequel Josiah prend part comme artiste. Quand la galerie et la collection sont cédées lors d'une loterie en 1805, Boydell essaie de les racheter à William Tassie, sans succès,.
Josiah Boydell meurt à Shepperton le 27 mars 1817.

## Œuvres

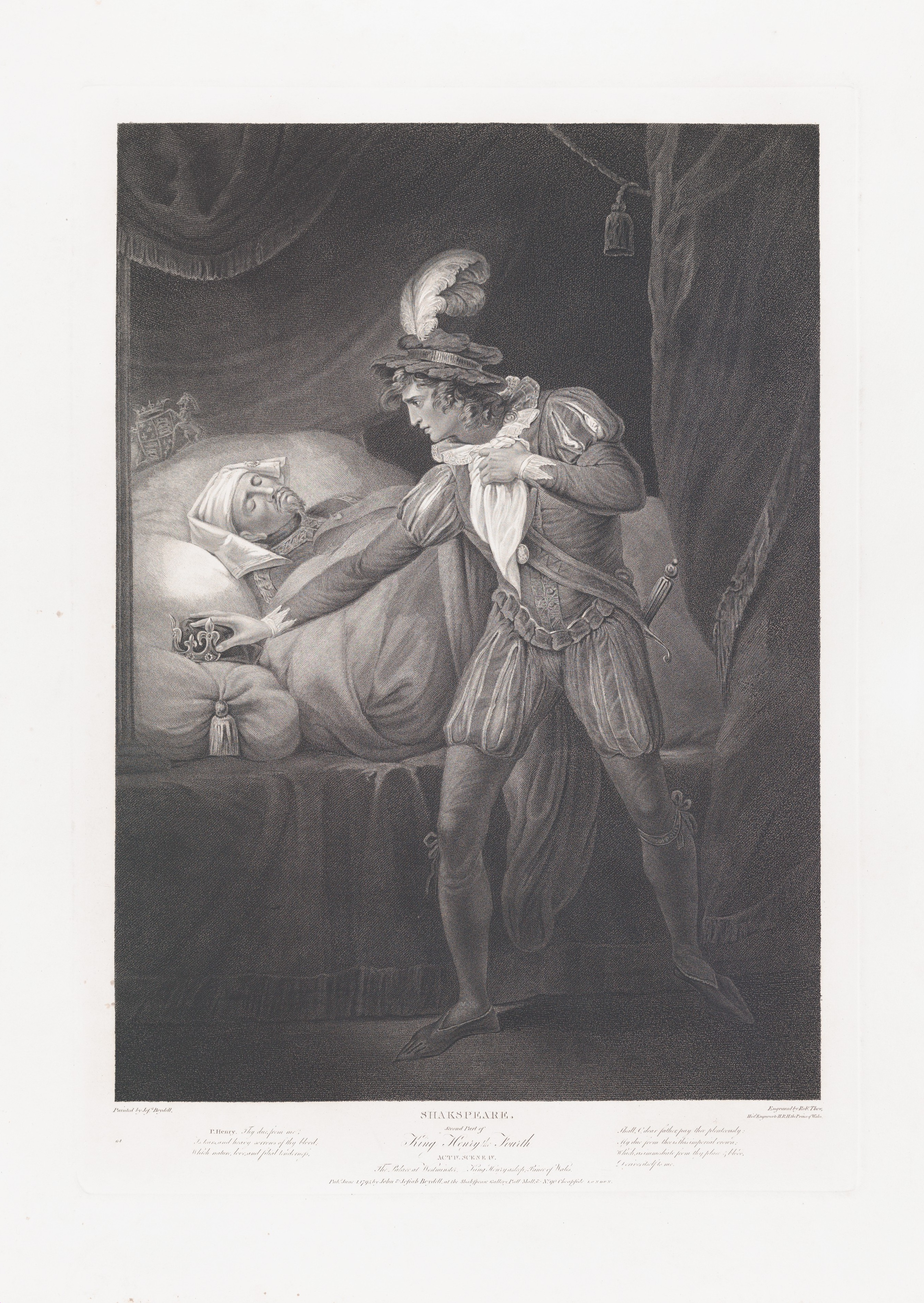
King Henry and the Prince of Wales dans Henri IV (deuxième partie) (Acte IV, scène 4).

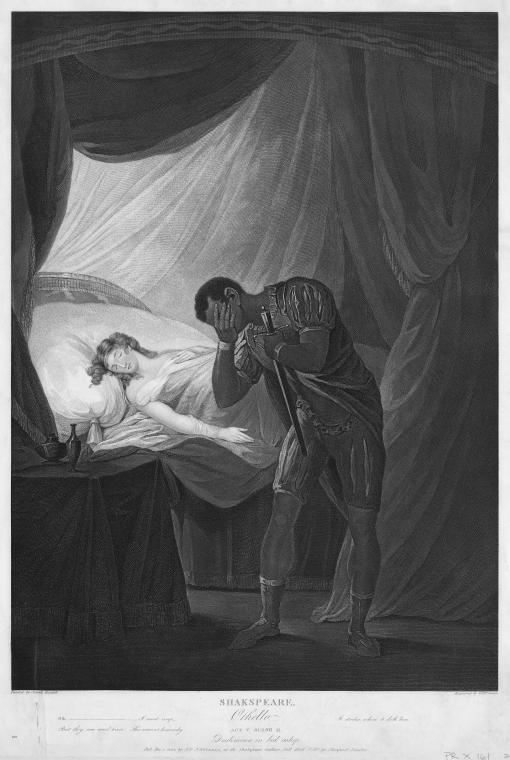
Desdemona in bed asleep dans Othello (Acte V, scène 2).

Les œuvres mentionnées ci-dessous sont citées par Fagan, sauf mention.

### Tableaux
- Portrait of Alderman John Boydell (exposé à la Royal Academy, 1772)
- Portrait of Jane North in the character of Juno (exposé à la Royal Academy, 1776)
- Portrait of Josiah and Jane Boydell (exposé à la Royal Academy, 1776)

### Tableaux et dessins de la Shakespeare Gallery
- Pour le Folio, Volume II
  - Prince Henry Taking the Crown, pour Henri IV (deuxième partie) (Acte IV, scène 4)
  - Prince Henry’s Apology, from Henry IV, Part 2 (Acte IV, scène 4)
  - une scène de Henri VI (première partie) (Acte II, scène 4)
  - une scène de Henri VI (troisième partie) (Acte II, scène 5)
  - Desdemona Asleep pour Othello (Acte V, scène 2)
- Pour l'édition illustrée, Volume VI
  - Henry VI, Part 1 (Act II, scene 4)
- Pour l'édition illustrée, Volume IX
  - Desdemona Asleep, from Othello (Act V, scene 2)

### Gravures
- Frontispice du Liber Veritatis (25 mars 1777, d'après un autoportrait de Claude Lorrain)
- Charles I (1778, d'après Antoine Van Dyck)
- Jane Wenman (1779, d'après Van Dyck)

#### Sources secondaires
- (en) L. A. Fagan et Vivienne W. Painting (révision), « Josiah Boydell (1752–1817) », dans Oxford Dictionary of National Biography, Oxford University Press, 2004 (ISBN 0-19-861411-X, lire en ligne).

#### Sources primaires
- (en) John Boydell et Josiah Boydell, An alphabetical catalogue of plates, engraved ... after the finest pictures and drawings of the Italian, Flemish, German, French, English, and other schools, which compose the stock of John and Josiah Boydell, etc., Londres, John and Josiah Boydell, 1803 (OCLC 315183281).
- (en) Collection of Prints, From Pictures Painted for the Purpose of Illustrating the Dramatic Works of Shakspeare, by the Artists of Great-Britain, Londres, John and Josiah Boydell, 1805.